# 眼窩上動脈
眼窩上動脈（がんかじょうどうみゃく）は、頭頸部の動脈の一つ。

## 経路
眼動脈の枝で、内側にある視神経と交差する。上直筋と上眼瞼挙筋の内側縁にそって上行し、眼窩上壁と上眼瞼挙筋の間で眼窩上神経と合流し、眼窩上切痕へと向かう。10〜20%の人はこの動脈を持たない 。

## 枝
眼窩上切痕を通過する際、浅枝と深枝に分かれる。滑車上動脈や浅側頭動脈の枝と吻合する。

## 栄養
上眼瞼挙筋、前頭骨板間層、前頭洞、上瞼、額の皮膚、頭皮に栄養を供給する。

## 追加画像

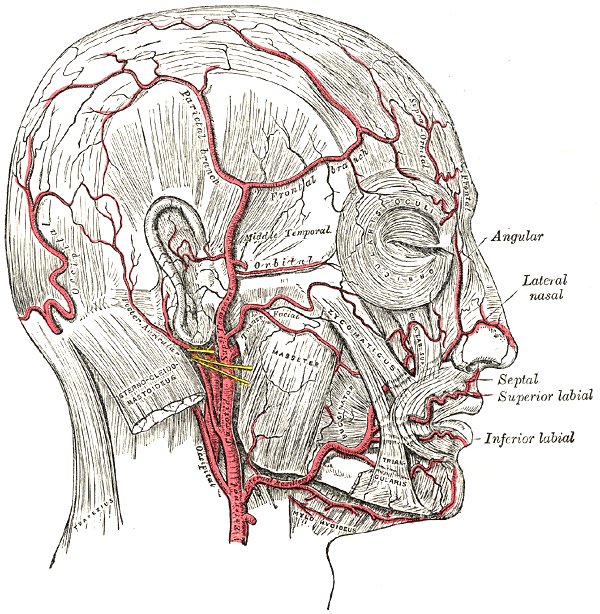
The arteries of the face and scalp.
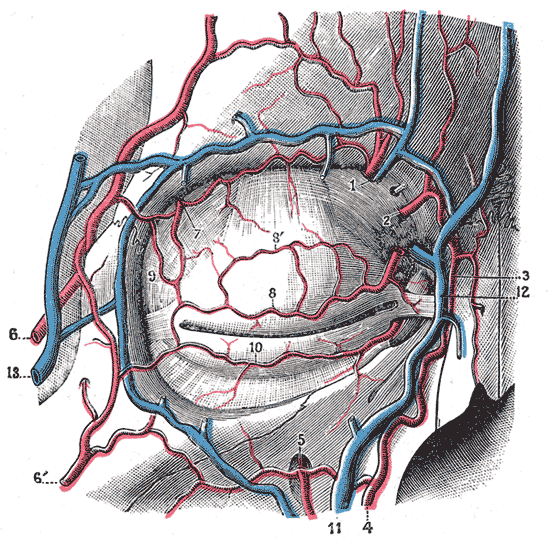
Bloodvessels of the eyelids, front view.